# كريستين هيرش
كريستين هيرش (بالإنجليزية: Kristin Hersh)‏ هي عازفة قيثارة وملحنة وموسيقية ومغنية ومغنية مؤلفة أمريكية، ولدت في 7 أغسطس 1966 في نيوبورت في الولايات المتحدة.

## وصلات خارجية
- الموقع الرسمي
- كريستين هيرش على موقع IMDb (الإنجليزية)
- كريستين هيرش على موقع ميوزك برينز (الإنجليزية)
- كريستين هيرش على موقع إن إن دي بي (الإنجليزية)
- كريستين هيرش على موقع أول ميوزيك (الإنجليزية)
- كريستين هيرش على موقع ديسكوغز (الإنجليزية)